# Mercenary Kings
Mercenary Kings es un videojuego 2D de acción y disparos en tercera persona disponible para PlayStation 4 desarrollado por Tribute Games con un estilo de dibujos de 16 bits. Fue lanzado el 2 de abril de 2014. En el juego formas parte de un equipos de mercenarios donde tienes que ir realizando las misiones que te mandan con tus habilidades.

## Historia
El clan Cybernetic Loyalist Active Weapon (CLAW) roba la fórmula Mandrake que es capaz de convertir a cualquier ser viviente en un arma, King y Empress son enviados para destruir su plan. El líder de CLAW, el comandante Byron Baron controla la base laboratorio de la isla Mandragora y busca iniciar una nueva y terrible era.